# Arnaud Devillers
Ks. Arnaud Devillers FSSP – drugi, po Josefie Bisigu, przełożony generalny Bractwa Kapłańskiego Św. Piotra. Nie został wybrany przez Kapitułę Generalną Bractwa, lecz bezpośrednio wskazany przez przewodniczącego Papieskiej Komisji Ecclesia Dei Darío Castrillón Kardynała Hoyosa.